# Војак
Војак (од пољског wojak, дословно војник или ратник) јесте интернет мим који је у свом оригиналном облику једноставан и представља цртеж ћелавог мушкарца са сетним изразом лица.

## Опис
Порекло илустрације Војак је непознато, а постоји могућност да се појавио 2009. године.
Мим је касније постао популаран на веб-сајту за отпремање и преглед слика 4chan, где је лик постао повезан са фразама које је раније користио војак, као што су „знам тај осећај, брате“, „онај осећај“ или „онај осећај када“. Од тада су се појавиле безбројне варијанте мима, које изражавају различите емоције или представљају различите архетипове.
Цртеж који приказује тужно лице неодређеног човека користи се за изражавање емоција уопште, као што су туга, жаљење и усамљеност. Друге варијанте мема га често комбинују са жабцем Пепеом у стриповима или сликама које су направили корисници.